# Monothrix
Monothrix is een monotypisch geslacht van straalvinnige vissen uit de familie van naaldvissen (Bythitidae).

## Soort
- Monothrix polylepis Ogilby, 1897